# مثنوی معنوی (تصحیح استعلامی)
مثنوی استعلامی کتابی هفت‌جلدی از محمد استعلامی است که به شرح مثنوی معنوی می‌پردازد. 

## جوایز
دفتر سوم در سال ۱۳۶۳ منتشر و در مراسم کتاب سال جمهوری اسلامی ایران به‌عنوان کتاب برگزیده معرفی شد.